# Stazione di Torino Orbassano
Il terminale intermodale di Torino Orbassano è uno scalo merci della città di Torino, attivato nel 1981 e ampliato nel 1990 a seguito della dismissione dello scalo di smistamento di Torino Vanchiglia. L'impianto è gestito in parte da RFI e in parte da FS Logistica.
Fu concepito negli anni '70 per sostituire l'obsolescente scalo di smistamento carri di Torino-Lingotto, ma basato anch'esso sul concetto di "movimentazione dei carri" -già allora antiquato- anziché quello più moderno di "movimentazione delle merci" cioè dei container. È dunque basato su una enorme quantità di fasci di binari (in gran parte successivamente smantellati), ma privo di attrezzature atte alla movimentazione dei container.
La sua area, pari a circa 50.000 m², è oggetto di varie idee progettuali correlate sia al passante ferroviario di Torino che al servizio ferroviario metropolitano di Torino.
Le imprese ferroviarie che attualmente operano all'interno dello scalo ferroviario sono Mercitalia Logistics, Captrain, DB Cargo e C.F.I. . Lo scalo è anche sede del treno speciale chiamato Modalohr.